# Lake of the Woods (Illinois)
Lake of the Woods – jednostka osadnicza w Stanach Zjednoczonych, w stanie Illinois, w hrabstwie Champaign.